# Papieski Uniwersytet Świętego Tomasza z Akwinu

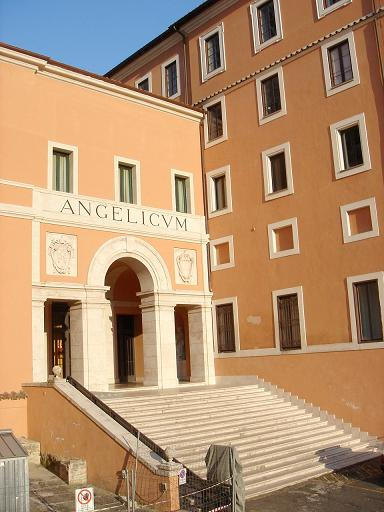
Fasada Papieskiego Uniwersytetu Świętego Tomasza z Akwinu (Angelicum)

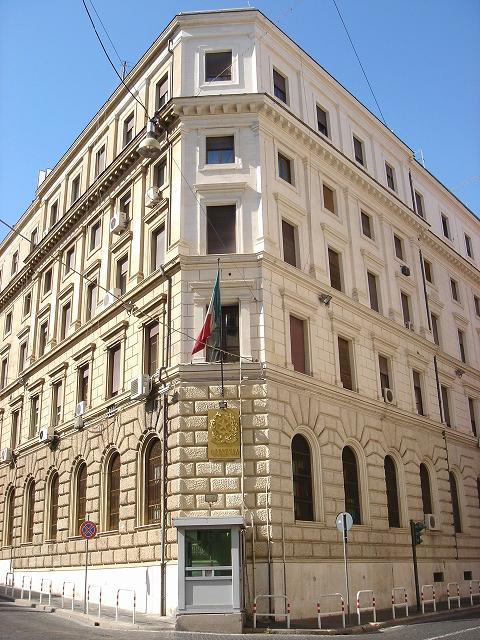
Dawna siedziba Angelicum przy via San Vitale 15

Papieski Uniwersytet Świętego Tomasza z Akwinu (znany także jako Angelicum) – papieska uczelnia mająca swoją siedzibę w Rzymie.

## Historia
Papieski Uniwersytet Świętego Tomasza w Rzymie jest spadkobiercą średniowiecznych studium conventuale założona przez zakon dominikanów w klasztorze Santa Sabina około roku 1222. W 1265 był prowadzony przez Tomasza z Akwinu, jak nakazuje rozdział Agnani: „Fr. Thome de Aquino iniungimus in remissionem peccatorum quod teneat studium Rome, et volumus quod fratribus qui stant secum ad studendum provideatur in necessariis vestimentis a conventibus de quorum predicatione traxerunt originem. Si autem illi studentes inventi fuerint negligentes in studio, damus potestatem fr. Thome quod ad conventus suos possit eos remittere.” (Acta Capitulorum Provincialium, Provinciae Romanae Ordinis Praedicatorum, 1265, n. 12), i Kolegium św. Tomasza z Akwinu (łac. Collegium Divi Thomæ de Urbe), założonego w 1577 przez Juana Solano, biskupa Cuzco (Peru), przy klasztorze Santa Maria sopra Minerva, dziesięć lat po tym, jak Pius V w 1567 ogłosił św. Tomasza Doktorem Kościoła, nadając mu tytuł doctor Angelicus (Doktor Anielski).
W 1882 został założony wydział filozofii.
W 1896 został założony wydział prawa kanonicznego.
W 1906 Pius X podniósł Kolegium św. Tomasza z Akwinu do rangi uczelni papieskiej (łac. Pontificium Collegium Divi Thomæ de Urbe).
W 1908 Pontificium Collegium Internationale Angelicum otrzymał nową siedzibę przy via San Vitale 15.
W 1926 Angelicum został przekształcony w Papieski Instytut Międzynarodowy Angelicum (łac. Pontificium Institutum Internationale Angelicum).
W 1934 Instytut przeniósł się do odnowionego i powiększonego specjalnie w tym celu XVI-wiecznego klasztoru dominikanek klauzurowych świętych Dominika i Sykstusa w centrum Rzymu, gdzie ma swą siedzibę do dzisiaj.
W 1942 Pius XII nadał Angelicum tytuł Athenaeum (łac. Pontificium Athenaeum Internationale Angelicum).
W 1950 został założony Instytut Duchowości.
W 1951 został założony Instytut Nauk Społecznych.
W 1963 Jan XXIII specjalnym motu proprio Dominicanus Ordo przekształcił Angelicum w Papieski Uniwersytet św. Tomasza z Akwinu (łac. Pontificia Universitas Studiorum a Sancto Thoma Aquinate in Urbe).
W 1974 Instytut Nauk Społecznych został podniesiony do poziomu Wydziału.
W 2020 roku na Wydziale Filozofii utworzony został Instytut Kultury św. Jana Pawła II, interdyscyplinarna instytucja naukowo-dydaktyczna, której misją jest refleksja nad najważniejszymi problemami współczesnego Kościoła i świata inspirowana życiem i myślą św. Jana Pawła II. Instytut prowadzi roczne, podyplomowe studia filozoficzno-teologiczne JP2 Studies, organizuje cykl otwartych, interdyscyplinarnych wykładów JP2 Lectures, projekt malarski Let's Paint Catholicism Again a także projekty wydawnicze. 
Obecnie znanymi profesorami „Angelicum” są następujący Polacy: paulin ojciec prof. Bazyli Degórski, dominikanin o. dr Ryszard Rybka, dominikanin o. dr Wojciech Giertych, dominikanin o. dr hab. Michał Paluch.

## Wydziały
- Filozofii. philo.pust.op.org. [zarchiwizowane z tego adresu (2008-05-09)]. (ang. • wł.)
- Nauk Społecznych (ang. • wł.)
- Prawa Kanonicznego. angelicum.org. [zarchiwizowane z tego adresu (2010-09-09)]. (ang. • wł.)
- Teologii. angelicum.org. [zarchiwizowane z tego adresu (2010-09-10)]. (ang. • wł.)

## Instytuty
- Duchowości (ang. • wł.)
- Instytut Kultury św. Jana Pawła II (ang.)
- Św. Tomasza. st-thomas.it. [zarchiwizowane z tego adresu (2007-09-10)]. (ang. • fr. • wł. • pol. • hiszp.)